# Toshio Asakura
Toshio Asakura (japanisch 朝倉利夫 Asakura Toshio, * 19. Juli 1956 in Kagoshima, in der gleichnamigen Präfektur auf der Insel Kyūshū) ist ein ehemaliger japanischer Ringer. Er wurde 1981 Weltmeister und 1983 Vize-Weltmeister im Fliegengewicht im freien Stil.

## Werdegang
Toshio Asakura begann als Jugendlicher mit dem Ringen und betätigte sich zunächst im griechisch-römischen Stil. Als Junior kam er noch zu keinen internationalen Einsätzen. 1979, also im Alter von 23 Jahren, qualifizierte er sich erstmals für einen Start bei einer internationalen Meisterschaft, der Weltmeisterschaft in San Diego. Er startete dort im Fliegengewicht im griechisch-römischen Stil und gewann hinter Lajos Rácz aus Ungarn und Kamil Fatkulin aus der Sowjetunion gleich eine Bronzemedaille. Dabei verwies er die Spitzenringer Nicu Ginga aus Rumänien und Rolf Krauß aus der Bundesrepublik Deutschland auf die nächsten Plätze.
1980 qualifizierte er sich in Japan für die Teilnahme an den Olympischen Spielen in Moskau. Er sollte dort im Fliegengewicht und wieder im griechisch-römischen Stil starten. Leider wurde daraus nichts, denn Japan boykottierte aus politischen Gründen die Teilnahme an diesen Spielen. Im Dezember 1980 startete Toshio Asakura bei den sog. „World-Super-Championships“ in Tokio erstmals im freien Stil. Er kam dabei im Fliegengewicht hinter dem US-Amerikaner Gene Mills und vor dem Polen Władysław Stecyk auf den zweiten Platz.
Den größten Erfolg in seiner Laufbahn erzielte Toshio Asakura bei der Weltmeisterschaft 1981 in Skopje. Er wurde dort im freien Stil im Fliegengewicht mit Siegen über Roman Ratajczak, Polen, Ken Hoyt, Australien, Mohammad Hossein Dabagli, Iran, Aslan Seyhanli, Türkei und Hartmut Reich aus Jena Weltmeister. Im Dezember 1981 wurde er in Lahore in der gleichen Gewichtsklasse auch noch Asienmeister vor Mahavir, Indien, Mohammad Bazmavar, Iran und Muhammad Anwar, Pakistan.
Bei der Weltmeisterschaft 1982 in Edmonton, bei der im freien Stil im Fliegengewicht Hartmut Reich Weltmeister wurde, schied Toshio Asakura frühzeitig aus und belegte nur den zehnten Platz. Im Dezember 1982 wurde er aber in New Delhi Sieger bei den Asienspielen vor Mohammad Hossein Dababli, Kim Jong-kyu, Südkorea und M. Singh, Indien.
1983 wurde Toshio Asakura in Kiew Vize-Weltmeister im Fliegengewicht. Im Finale unterlag er dem überragenden Walentin Jordanow aus Bulgarien. Die Plätze drei und vier belegten Anatoli Beloglasow aus der Sowjetunion und der Titelverteidiger Hartmut Reich. Bei der Asienmeisterschaft 1983 in Teheran trat er in beiden Stilarten an. Er rang dort erstmals im Bantamgewicht und siegte im griechisch-römischen Stil vor Gholamreza Mohseni aus dem Iran und Tohtas Singh, Indien. Im freien Stil belegte er hinter Askari Mohammedian aus dem Iran den zweiten Platz.
1984 versuchte sich Toshio Asakura für die Olympischen Spiele in Los Angeles im freien Stil im Bantamgewicht zu qualifizieren. Er scheiterte aber an Hideaki Tomiyama, der dann auch Olympiasieger wurde. Er setzte seine Karriere trotz dieser Enttäuschung fort und war bei der Weltmeisterschaft 1985 in Budapest im Bantamgewicht am Start. Er kam dort hinter Sergej Beloglasow, UdSSR, Kevin Darkus, USA und Georgi Kaltschew aus Bulgarien auf den vierten Platz. Bei den Asienspielen 1986 in Seoul gewann er im Bantamgewicht hinter Askari Mohammedian und Kong Yong-il aus Südkorea eine Bronzemedaille.
Bei der Weltmeisterschaft 1987 in Clermont-Ferrand schied Toshio Asakura im Bantamgewicht früh aus und kam nur auf den siebten Platz. Für die Olympischen Spiele 1988 und für die Weltmeisterschaft 1989 konnte er sich nicht mehr qualifizieren. Bei beiden Veranstaltungen startete Roy Kanehama für Japan. 1990 gelang Toshio Asakura ein Comeback. Er vertrat in diesem Jahr Japan bei den Asienspielen in Peking, gewann im Bantamgewicht mit dem vierten Platz aber keine Medaille. Er startete 1990 auch noch bei der Weltmeisterschaft in Tokio. Im Bantamgewicht schied er nach einer Niederlage gegen Sergej Smal aus der Sowjetunion aber früh aus und platzierte sich nicht unter den besten zehn.
Toshio Asakura beendete danach seine Ringerlaufbahn und wurde Ringer-Trainer an der Kokushikan-Universität in Setagaya in der Präfektur Tokio.

## Internationale Erfolge
| Jahr | Platz | Wettbewerb                                                   | Stil | Gewichtsklasse | Ergebnisse |
| 1979 | 7.    | Großer Preis der Bundesrepublik Deutschland in Aschaffenburg | GR   | Fliegen        | Sieger: Kamil Fatkulin, UdSSR vor Bruce Thompson, USA, Lajos Racz, Ungarn und Alexej Schumakow, UdSSR                                        |
| 1979 | 3.    | WM in San Diego                                              | GR   | Fliegen        | hinter Lajos Rácz und Kamil Fatkulin, vor Nicu Ginga, Rumänien und Rolf Krauß, Bundesrepublik Deutschland                                    |
| 1980 | 2.    | „World-Super-Championships“ in Tokio                         | F    | Fliegen        | hinter Gene Mills, USA und vor Wladyslaw Stecyk, Polen                                                                                       |
| 1981 | 1.    | WM in Skopje                                                 | F    | Fliegen        | nach Siegen über Roman Ratajczak, Polen, Ken Hoyt, Australien, Mohammad Hossein Dabagli, Iran, Aslan Seyhanli, Türkei und Hartmut Reich, DDR |
| 1981 | 1.    | Asienmeisterschaft in Lahore                                 | F    | Fliegen        | vor Mahavir, Indien, Mohammad Bazmavar, Iran und Muhammad Anwar, Pakistan                                                                    |
| 1982 | 10.   | WM in Edmonton                                               | F    | Fliegen        | Sieger: Hartmut Reich vor Osman Efendiew, UdSSR, Joe Gonzales, USA und Kim Jong-kyu, Südkorea                                                |
| 1982 | 1.    | Asienspiele in New Delhi                                     | F    | Fliegen        | vor Mohammad Hossein Dabagli, Iran, Kom Jong-kyu und M. Singh, Indien                                                                        |
| 1983 | 2.    | WM in Kiew                                                   | F    | Fliegen        | hinter Walentin Jordanow, Bulgarien, vor Anatoli Beloglasow, UdSSR und Hartmut Reich                                                         |
| 1983 | 1.    | Asienmeisterschaft in Teheran                                | GR   | Bantam         | vor Gholamreza Mohseni, Iran und Rohtas Singh, Indien                                                                                        |
| 1983 | 2.    | Asienmeisterschaft in Theran                                 | F    | Bantam         | hinter Askari Mohammedian, Iran, vor Guanbunima, China und Rohtas Singh                                                                      |
| 1985 | 4.    | WM in Budapest                                               | F    | Bantam         | hinter Sergej Beloglasow, UdSSR, Kevin Darkus, USA und Georgi Kaltschew, Bulgarien                                                           |
| 1986 | 3.    | Asienspiele in Seoul                                         | F    | Bantam         | hinter Askari Mohammedian und Kong Yong-il, Südkorea                                                                                         |
| 1987 | 7.    | WM in Clermont-Ferrand                                       | F    | Bantam         | Sieger: Sergej Beloglasow vor Barry Davis, USA und Ahmet Ak, Türkei                                                                          |
| 1990 | 4.    | Asienspiele in Peking                                        | F    | Bantam         | Sieger: Kim Yong-sik, Nordkorea vor Arslangin Tsedensodnom, Mongole9i und Jalil Jahanshahi, Iran                                             |
| 1990 | unpl. | WM in Tokio                                                  | F    | Bantam         | nach einer Niederlage gegen Sergej Smal, UdSSR                                                                                               |

Erläuterungen
- GR = griechisch-römischer Stil, F = freier Stil
- WM = Weltmeisterschaft
- Fliegengewicht damals bis 52 kg, Bantamgewicht bis 57 kg Körpergewicht